# Gagea jispensis
Gagea jispensis är en liljeväxtart som beskrevs av Syed Irtifaq Ali och Igor Germanovich Levichev. Gagea jispensis ingår i Vårlökssläktet och i familjen liljeväxter. Inga underarter finns listade.